# Temporada de tufões no Pacífico de 1993
A temporada de tufões no Pacífico de 1993 não tem limites oficiais; funcionou durante todo o ano em 1993, mas a maioria dos ciclones tropicais tende a se formar no noroeste do Oceano Pacífico entre maio e novembro. Essas datas delimitam convencionalmente o período de cada ano em que a maioria dos ciclones tropicais se forma no noroeste do Oceano Pacífico.
As tempestades tropicais formadas em toda a bacia do Pacífico Ocidental receberam um nome pelo Joint Typhoon Warning Center. As depressões tropicais nesta bacia têm o sufixo "W" adicionado ao seu número. As depressões tropicais que entram ou se formam na área de responsabilidade das Filipinas recebem um nome pela Administração de Serviços Atmosféricos, Geofísicos e Astronômicos das Filipinas ou PAGASA. Isso muitas vezes pode resultar na mesma tempestade com dois nomes.

## Sistemas
40 ciclones tropicais se formaram este ano no Pacífico Ocidental, dos quais 30 se tornaram tempestades tropicais. 15 tempestades atingiram a intensidade do tufão, das quais 3 atingiram a força do supertufão.

### Depressão tropical 01W (Atring)
A depressão tropical 01W se formou em 27 de fevereiro de 1993, perto das Filipinas. A tempestade atingiu Mindanao em 1 de março, antes de se dissipar no dia seguinte.

### Tempestade tropical severa Irma
Irma se esquivou das massas de terra.

### Depressão tropical 03W (Bining)
Formou-se em 9 de abril a leste de Mindanao. Ele atingiu Mindanao em 13 de abril e se dissipou mais tarde naquele dia.

### Depressão tropical 04W (Kuring)
Formou-se em 15 de abril de 1993. Curvando duas vezes, aterrissou em Mindanao. É a terceira tempestade a atingir Mindanao nesta temporada.

### Depressão tropical Daling
O PAGASA classificou a depressão como 'Daling' em 3 de maio, pois atingiu o sul de Mindanao no dia seguinte. Dissipou-se no Mar de Sulu em 4 de maio.

### Depressão tropical Jack
Jack ficou no mar.

### Supertufão Koryn (Goring)
O tufão Koryn, tendo se desenvolvido bem a leste das Filipinas em 13 de junho, fortaleceu-se constantemente à medida que se movia para o oeste, intensificando-se a um pico de 150 mph (240 km/h) ventos no dia 24. Atravessou o norte de Lução no dia seguinte como um 130 mph (210 km/h) ligeiramente mais fraco tufão, e continuou a oeste-noroeste até atingir o sul da China (90 milhas náuticas a sudoeste de Hong Kong no dia 27). Koryn diminuiu lentamente, trazendo fortes chuvas pela China e norte do Vietnã antes de se dissipar no dia 29. Koryn foi responsável pela perda de 37 pessoas, bem como $ 14,5 milhões (1993 USD) em danos no norte das Filipinas.

### Depressão tropical 07W (Elang)
Elang fez landfall nas Filipinas.

### Tempestade tropical severa Lewis (Huling)
Lewis foi um dos muitos sistemas a atingir as Filipinas naquele ano.

### Tempestade tropical Marian (Ibiang)
Marian ficou no Mar das Filipinas.

### Tempestade tropical severa Nathan
Nathan atravessou o Japão. 47 foram mortos na província de Kochi.

### Tempestade tropical Ofelia (Luming)
Ofelia atravessou o Japão.

### Tempestade tropical severa Percy (Miling)
Percy também atingiu o Japão.

### Depressão tropical Narsing
Em 29 de julho, PAGASA iniciou alertas sobre uma depressão tropical mal organizada. A depressão moveu-se lentamente para o noroeste antes de se dissipar durante o dia seguinte.

### Tufão Robyn (Openg)
O vale quase equatorial gerou uma depressão tropical em 30 de julho sobre as águas abertas do Pacífico Ocidental. Seguiu para oeste-noroeste, tornando-se uma tempestade tropical no dia 2 e um tufão no dia 4. Robyn virou mais para o noroeste, onde atingiu um pico de intensidade de 145 mph (230 km/h) ventos no dia 7. Ele enfraqueceu para 100 mph (200 km/h) tufão antes de atingir o sudoeste do Japão no dia 9, e tornou-se extratropical no dia 10 sobre o Mar do Japão. Robyn causou 45 mortes, 39 das quais em acidentes de trânsito, e US$ 68 milhões em danos (1993 USD).

### Tempestade tropical severa Steve (Pining)
Steve ficou longe da terra.

### Tufão Tasha (Rubing)
Tasha atingiu a China em agosto.

### Tufão Keoni
Keoni formou-se a sudeste da Grande Ilha do Havaí em 9 de agosto e mais tarde foi classificado como um sistema nomeado ao sul da cadeia de ilhas. Keoni atingiu o pico como uma categoria intensa 4 furacão sobre águas abertas e durou até o dia 29, cruzando a Linha Internacional de Data e tornando-se um tufão no Pacífico ocidental, mas nunca afetou a terra.

### Tufão Vernon
O ciclone provocou fortes chuvas em grande parte do arquipélago japonês. Um pico total de chuvas ocorreu de 340 mm no Monte Zaō, incluindo um recorde de 319 mm em 24 horas. Um pico de chuva por hora total de 64 mm foi observado em Tóquio. Uma rajada de vento de 76 km/h foi gravado em Miyake-jima. Vernon causou 2 mortes e 4 feridos.

### Tempestade tropical Winona (Saling)
Winona atingiu a China.

### Supertufão Yancy (Tasing)
O vale das monções formou uma depressão tropical em 27 de agosto. Dirigiu-se geralmente para o oeste, atingindo a força da tempestade tropical no dia 30 e a força do tufão no dia 31. Yancy virou para o nordeste, onde se intensificou rapidamente para 150 mph (240 km/h) supertufão no dia 2. A tempestade enfraqueceu para 135 mph (217 km/h) tufão antes de atingir o sudoeste do Japão no dia 3, e se dissipou 2 dias depois sobre o Mar do Japão. Yancy trouxe ventos fortes para o Japão, totalizando 42 baixas e danos generalizados.

### Tempestade tropical severa Zola (Unsing)
Zola foi outro sistema fraco que atingiu o Japão.

### Tufão Abe (Walding)
Abe foi outro tufão que atingiu a China.

### Tempestade tropical severa Becky (Yeyeng)
Becky atingiu a China a oeste de Macau com força total. As águas offshore na parte sul e sudoeste de Hong Kong registraram ventos com força de furacão, onde seus ventos médios horários atingiram 122 km/h com rajadas de até 176 km/h na Ilha Waglan. Em Cheung Chau, os ventos aumentaram significativamente para 115 km/h por hora antes de entrar em manutenção; registrou em particular seus ventos horários de até 128 km/h durante sua primeira hora de manutenção lá em Cheung Chau, e até 139 km/h Vento médio de 60 minutos pouco antes de entrar em manutenção. Em Tai Mo Shan, seus ventos médios horários atingiram 155 km/h.
Becky foi claramente subestimada e o sinal de furacão 10 deveria ter sido içado conforme justificado (ventos com força de furacão registrados na parte sudoeste de Hong Kong quando Becky atravessou a cerca de 110 km a sul-sudoeste do Observatório Real). Sua velocidade de vento sustentada máxima de 10 minutos foi estimada em cerca de 150 km/h em sua aproximação próxima a Hong Kong.
O tufão matou 1 taxista em um acidente de carro em Hong Kong. A partir de 2017, Becky foi revisado e atualizado para um tufão mínimo.

### Tufão Dot (Anding)
Dot atingiu a China também. Inicialmente representando um landfall direto a Hong Kong, mas lentamente se moveu para o norte, atingindo a costa ocidental de Guangdong.

### Tufão Cecil
Cecil recurvou para o mar.

### Super Typhoon Ed (Dinang)
Ed foi um tufão potente, mas não afetou a terra. Foi também a única categoria 5 da temporada.

### Tufão Flo (Kadiang)
O tufão Flo atingiu o norte das Filipinas em 4 de outubro como um tufão mínimo, tendo se desenvolvido no dia 28 a partir do vale das monções. Ele parou na costa oeste e virou para nordeste, tornando-se extratropical no dia 9. Flo causou pelo menos 50 mortes nas fortes inundações em Luzon.

### Tempestade tropical Gene (Gundang)
Gene era um sistema fraco que ficava longe da terra

### Depressão tropical 28W (Epang)
A depressão cruzou a terra.

### Tempestade tropical severa Hattie
Hattie recurvou da terra.

### Tufão Ira (Husing)
O Ira desembarcou nas Filipinas. Também causou estragos em Hong Kong, fazendo com que uma aeronave deslizasse para fora da pista do Aeroporto Kai Tak após pousar em tempo cego.

### Tempestade tropical Jeana
Jeana ficou no mar.

### Depressão tropical 32W
32W teve vida longa.

### Depressão tropical 33W
33W teve vida curta.

### Tufão Kyle (Luring)
Kyle foi mais um sistema que fez landfall nas Filipinas. Também atingiu o Vietnã.

### Tufão Lola (Monang)
Um cavado quase equatorial gerou uma depressão tropical em 27 de novembro. Moveu-se para o oeste sem desenvolvimento significativo até 2 de dezembro, quando se tornou uma tempestade tropical. Lola se tornou um tufão 2 dias depois, e atingiu as Filipinas no dia 5. Ele enfraqueceu para uma tempestade tropical depois de cruzar as ilhas, mas se fortaleceu para 125 mph (200 km/h) tufão antes de atingir o sul do Vietnã no dia 8. Lola se dissipou rapidamente, não depois de causar 308 mortes, 230 das quais nas Filipinas devido às fortes chuvas.

### Tufão Manny (Naning)
Manny, como Lola, desenvolveu-se a partir do vale quase equatorial em 1º de dezembro. Dirigiu-se para o oeste, fortalecendo-se lentamente para uma tempestade tropical no dia 4. Devido a um cume ao norte, deu uma volta nos dias 7 e 8 e tornou-se um tufão no caminho. Enquanto se dirigia para o sudoeste em direção às Filipinas, Manny intensificou-se rapidamente para 135 mph (220 km/h) tufão antes de atingir as Filipinas no final do dia 9. Ele enfraqueceu sobre as ilhas e os ventos de nível superior impediram que se fortalecesse muito sobre o Mar da China Meridional. Manny se dissipou no dia 16 sobre a Península Malaia, depois de causar 230 mortes, apenas uma semana depois que Lola atingiu a mesma área.
A trilha de Manny era incomum, dada a época do ano com um loop e um período de fortalecimento a sudoeste. No entanto, tem um análogo quase perfeito; O tufão Pamela na temporada de tufões do Pacífico de 1982 seguiu uma trilha quase idêntica a poucos dias de Manny (embora Pamela fosse muito mais fraca que Manny).

### Depressão tropical Oning
Um sistema não tropical desenvolvido a partir da ITCZ de onde Manny se formou em 11 de dezembro. Ele se moveu em uma direção bastante rápida para o oeste, à medida que gradualmente se intensificou em uma fraca depressão tropical no final de 14 de dezembro. O PAGASA emitiu alertas sobre a depressão, uma vez que atingiu o pico de intensidade no final de 15 de dezembro, atingindo as ilhas de Visayas.

### Tempestade tropical severa Nell (Puring)
Nell foi o último sistema a atingir as Filipinas este ano.

## Nomes dos ciclones
Durante a temporada 28 chamados ciclones tropicais se desenvolveram no Pacífico Ocidental e foram nomeados pelo Joint Typhoon Warning Center, quando foi determinado que eles haviam se tornado tempestades tropicais. Esses nomes foram contribuídos para uma lista revisada que começou em meados de 1989.
| Irma | Jack  | Koryn | Lewis | Marian | Nathan | Ofelia | Percy  | Robyn | Steve | Tasha | Vernon | Winona | Yancy | Zola |
| Abe  | Becky | Cecil | Dot   | Ed     | Flo    | Gene   | Hattie | Ira   | Jeana | Kyle  | Lola   | Manny  | Nell  |      |

### Filipinas
| Atring         | Bining | Kuring  | Daling | Elang  |
| Goring         | Huling | Ibiang  | Luming | Miling |
| Narsing        | Openg  | Pining  | Rubing | Saling |
| Tasing         | Unsing | Walding | Yeyeng |        |
| Lista auxiliar |        |         |        |        |
| Anding         | Binang | Kadiang | Dinang | Epang  |
| Gundang        | Husing | Indang  | Luring | Monang |
| Naning         | Oning  | Puring  |        |        |

A Administração de Serviços Atmosféricos, Geofísicos e Astronômicos das Filipinas usa seu próprio esquema de nomenclatura para ciclones tropicais em sua área de responsabilidade. PAGASA atribui nomes a depressões tropicais que se formam dentro de sua área de responsabilidade e qualquer ciclone tropical que possa se mover em sua área de responsabilidade. Se a lista de nomes para um determinado ano se revelar insuficiente, os nomes são retirados de uma lista auxiliar, sendo que os 6 primeiros são publicados todos os anos antes do início da temporada. Os nomes não retirados desta lista serão usados novamente na temporada de 1997. Esta é a mesma lista usada para a temporada de 1989. PAGASA usa seu próprio esquema de nomenclatura que começa no alfabeto filipino, com nomes de nomes femininos filipinos terminando com "ng" (A, B, K, D, etc. ). Os nomes que não foram atribuídos/que serão usados estão marcados em cinzento.

## Efeitos da temporada
Esta tabela resume todos os sistemas que se desenvolveram ou se mudaram para o Oceano Pacífico Norte, a oeste da Linha Internacional de Data durante 1993. As tabelas também fornecem uma visão geral da intensidade do sistema, duração, áreas terrestres afetadas e quaisquer mortes ou danos associados ao sistema.
| Nome                | Datas ativo                                  | Classificação máxima       | Velocidade de vento sustentados | Pressão               | Áreas afetadas                                        | Danos (USD)     | Fatalidades  | Refs  |
| ------------------- | -------------------------------------------- | -------------------------- | ------------------------------- | --------------------- | ----------------------------------------------------- | --------------- | ------------ | ----- |
| 01W (Atring)        | 28 de fevereiro – março 1                    | Depressão tropical         | 55 km/h                         | 1010 hPa (29.83 inHg) | Filipinas                                             | Nenhum          | Nenhum       |       |
| Irma                | 8 de março – 19                              | Tempestade tropical severa | 95 km/h                         | 985 hPa (29.09 inHg)  | Ilhas Marshall, Ilhas Carolinas                       | Nenhum          | 10           |       |
| 03W (Bining)        | 9 de abril – 13                              | Depressão tropical         | 55 km/h                         | 1002 hPa (29.59 inHg) | Ilhas Carolinas, Filipinas                            | Nenhum          | Nenhum       |       |
| 04W (Kuring)        | 19 de abril – 26                             | Depressão tropical         | 55 km/h                         | 1008 hPa (29.77 inHg) | Ilhas Carolinas, Filipinas                            | Nenhum          | Nenhum       |       |
| Daling              | 2 de maio – 4                                | Depressão tropical         | 45 km/h                         | 1006 hPa (29.71 inHg) | Filipinas                                             | Nenhum          | Nenhum       |       |
| Jack                | 16 de maio – 22                              | Depressão tropical         | 65 km/h                         | 1008 hPa (29.77 inHg) | Ilhas Carolinas, Ilhas Marianas                       | Nenhum          | Nenhum       |       |
| Koryn (Goring)      | 16 de junho – 29                             | Tufão                      | 195 km/h                        | 905 hPa (27.02 inHg)  | Ilhas Carolinas, Filipinas, China                     | $224 000 000    | 37           |       |
| 07W (Elang)         | 17 de junho – 20                             | Depressão tropical         | 55 km/h                         | 1008 hPa (29.77 inHg) | Filipinas                                             | Nenhum          | Nenhum       |       |
| Lewis (Huling)      | 7 de julho – 13                              | Tempestade tropical severa | 95 km/h                         | 985 hPa (29.09 inHg)  | Filipinas, China meridional, Vietname                 | Desconhecido    | Desconhecido |       |
| TD                  | 13 de julho                                  | Depressão tropical         | Não definido                    | 1002 hPa (29.59 inHg) | China meridional                                      | Nenhum          | Nenhum       |       |
| Marian (Ibiang)     | 14 de julho – 16                             | Tempestade tropical        | 75 km/h                         | 1000 hPa (29.53 inHg) | Nenhum                                                | Nenhum          | Nenhum       |       |
| TD                  | 17 de julho – 22                             | Depressão tropical         | Não definido                    | 1008 hPa (29.77 inHg) | Nenhum                                                | Nenhum          | Nenhum       |       |
| Nathan              | 19 de julho – 25                             | Tempestade tropical severa | 100 km/h                        | 980 hPa (28.94 inHg)  | Ilhas Marianas, Japão                                 | Desconhecido    | Desconhecido |       |
| TD                  | 21 de julho                                  | Depressão tropical         | Não definido                    | 1008 hPa (29.77 inHg) | Nenhum                                                | Nenhum          | Nenhum       |       |
| Ofelia (Luming)     | 24 de julho – 27                             | Tempestade tropical        | 85 km/h                         | 990 hPa (29.23 inHg)  | Japão                                                 | Desconhecido    | Desconhecido |       |
| Percy (Miling)      | 27 de julho – 30                             | Tempestade tropical severa | 100 km/h                        | 980 hPa (28.94 inHg)  | Ilhas Marianas, Japão                                 | Desconhecido    | Desconhecido |       |
| Narsing             | 30 de julho – 31                             | Depressão tropical         | 55 km/h                         | 1000 hPa (29.53 inHg) | Nenhum                                                | Nenhum          | Nenhum       |       |
| TD                  | 31 de julho                                  | Depressão tropical         | Não definido                    | 1002 hPa (29.59 inHg) | Filipinas, Taiwan                                     | Nenhum          | Nenhum       |       |
| Robyn (Openg)       | 1 de agosto – 11                             | Tufão                      | 155 km/h                        | 940 hPa (27.76 inHg)  | Ilhas Carolinas, Ilhas Marianas, Japão, Coreia do Sul | $68 000 000     | 45           |       |
| Steve (Pining)      | 6 de agosto – 14                             | Tempestade tropical severa | 100 km/h                        | 980 hPa (28.94 inHg)  | Ilhas Marianas, Ilhas Ryukyu                          | Nenhum          | Nenhum       |       |
| 15W                 | 13 de agosto – 14                            | Depressão tropical         | 45 km/h                         | 1002 hPa (29.59 inHg) | Ilhas Marshall                                        | Nenhum          | Nenhum       |       |
| Tasha (Rubing)      | 15 de agosto – 22                            | Tufão                      | 120 km/h                        | 970 hPa (28.79 inHg)  | Filipinas, China                                      | Nenhum          | Nenhum       |       |
| Keoni               | 19 de agosto – setembro 3                    | Tufão                      | 165 km/h                        | 940 hPa (27.76 inHg)  | Nenhum                                                | Nenhum          | Nenhum       |       |
| Vernon              | 21 de agosto – 28                            | Tufão                      | 130 km/h                        | 960 hPa (28.35 inHg)  | Japão                                                 | Desconhecido    | 2            | [ 8 ] |
| Winona (Saling)     | 22 de agosto – 29                            | Tempestade tropical        | 75 km/h                         | 990 hPa (29.23 inHg)  | Filipinas, Vietname                                   | Desconhecido    | Desconhecido |       |
| TD                  | 23 de agosto – 25                            | Depressão tropical         | Não definido                    | 1002 hPa (29.59 inHg) | Ilhas Marianas                                        | Nenhum          | Nenhum       |       |
| Yancy (Tasing)      | 29 de agosto – setembro 4                    | Tufão                      | 175 km/h                        | 925 hPa (27.32 inHg)  | Japão                                                 | $1 670 000 000  | 48           |       |
| Zola (Unsing)       | 5 de setembro – 9                            | Tempestade tropical severa | 95 km/h                         | 985 hPa (29.09 inHg)  | Japão                                                 | Nenhum          | Nenhum       |       |
| TD                  | 7 de setembro – 8                            | Depressão tropical         | Não definido                    | 1006 hPa (29.71 inHg) | Filipinas                                             | Nenhum          | Nenhum       |       |
| Abe (Walding)       | 9 de setembro – 15                           | Tufão                      | 155 km/h                        | 940 hPa (27.76 inHg)  | Filipinas, Taiwan, China                              | Desconhecido    | Nenhum       |       |
| Becky (Yeyeng)      | 13 de setembro – 18                          | Tufão                      | 120 km/h                        | 980 hPa (28.94 inHg)  | Filipinas, China meridional                           | Nenhum          | 1            |       |
| Dot (Anding)        | 20 de setembro – 27                          | Tufão                      | 130 km/h                        | 965 hPa (28.65 inHg)  | Filipinas, China                                      | Desconhecido    | Nenhum       |       |
| Cecil               | 23 de setembro – 27                          | Tufão                      | 155 km/h                        | 940 hPa (27.76 inHg)  | Ilhas Marianas                                        | Nenhum          | Nenhum       |       |
| Binang              | 25 de setembro                               | Depressão tropical         | Não definido                    | 1004 hPa (29.65 inHg) | Nenhum                                                | Nenhum          | Nenhum       |       |
| Ed (Dinang)         | 30 de setembro – outubro 8                   | Tufão                      | 185 km/h                        | 915 hPa (27.32 inHg)  | Ilhas Carolinas, Ilhas Marianas                       | Nenhum          | Nenhum       |       |
| Flo (Kadiang)       | 1 de outubro – 8                             | Tufão                      | 185 km/h                        | 915 hPa (27.32 inHg)  | Filipinas, Ilhas Ryukyu                               | Desconhecido    | 10           |       |
| 28W (Epang)         | 6 de outubro – 13                            | Depressão tropical         | 45 km/h                         | 1002 hPa (29.59 inHg) | Filipinas, China meridional                           | Nenhum          | Nenhum       |       |
| Gene (Gundang)      | 7 de outubro – 10                            | Tempestade tropical        | 65 km/h                         | 998 hPa (29.47 inHg)  | Ilhas Carolinas                                       | Nenhum          | Nenhum       |       |
| Hattie              | 19 de outubro – 25                           | Tempestade tropical severa | 95 km/h                         | 980 hPa (28.94 inHg)  | Ilhas Marshall                                        | Nenhum          | Nenhum       |       |
| TD                  | 22 de outubro                                | Depressão tropical         | Não definido                    | 992 hPa (29.29 inHg)  | Nenhum                                                | Nenhum          | Nenhum       |       |
| Ira (Husing)        | 27 de outubro – novembro 5                   | Tufão                      | 150 km/h                        | 950 hPa (28.05 inHg)  | Ilhas Carolinas, Ilhas Marianas, Filipinas, China     | Desconhecido    | Desconhecido |       |
| Jeana               | 5 de novembro – 10                           | Tempestade tropical        | 85 km/h                         | 992 hPa (29.29 inHg)  | Ilhas Carolinas                                       | Nenhum          | Nenhum       |       |
| Indang              | 12 de novembro – 13                          | Depressão tropical         | 45 km/h                         | 1008 hPa (29.77 inHg) | Filipinas                                             | Nenhum          | Nenhum       |       |
| 32W                 | 13 de novembro – 16                          | Depressão tropical         | 45 km/h                         | 1002 hPa (29.59 inHg) | Ilhas Carolinas                                       | Nenhum          | Nenhum       |       |
| 33W                 | 17 de novembro – 19                          | Depressão tropical         | 45 km/h                         | 1002 hPa (29.59 inHg) | Ilhas Marshall                                        | Nenhum          | Nenhum       |       |
| Kyle (Luring)       | 17 de novembro – 24                          | Tufão                      | 130 km/h                        | 960 hPa (28.35 inHg)  | Filipinas, Vietnam, Camboja                           | Desconhecido    | 70           |       |
| Lola (Monang)       | 1 de dezembro – 9                            | Tufão                      | 150 km/h                        | 955 hPa (28.20 inHg)  | Ilhas Carolinas, Filipinas, Vietnam, Camboja          | Desconhecido    | 308          |       |
| Manny (Naning)      | 3 de dezembro – 16                           | Tufão                      | 140 km/h                        | 955 hPa (28.20 inHg)  | Filipinas, Vietnam, Tailândia                         | Desconhecido    | 230          |       |
| Oning               | 14 de dezembro – 16                          | Depressão tropical         | 55 km/h                         | 1004 hPa (29.65 inHg) | Filipinas                                             | Nenhum          | Nenhum       |       |
| Nell (Puring)       | 21 de dezembro, 1993 – 1 de janeiro de 1994  | Tempestade tropical severa | 110 km/h                        | 975 hPa (28.79 inHg)  | Filipinas                                             | Nenhum          | Nenhum       |       |
| Totais da temporada |                                              |                            |                                 |                       |                                                       |                 |              |       |
| 50 sistemas         | 28 de fevereiro, 1993 – 1 de janeiro de 1994 |                            | 195 km/h                        | 905 hPa (27.02 inHg)  |                                                       | >$1 962 000 000 | >758         |       |